# Tamara Thierbach
Tamara Thierbach (* 3. Februar 1953 in Weimar) ist eine deutsche Politikerin (Die Linke).

## Leben
Thierbach absolvierte bis 1976 ein Studium der Philosophie. Danach war sie bis 1980 Mitarbeiterin am Institut für Marxismus-Leninismus der Hochschule für Architektur und Bauwesen Weimar, dann bis zur politischen Wende als Diplomphilosophin am Institut für Marxismus-Leninismus der Medizinischen Akademie Erfurt tätig. Thierbach war Mitglied der SED, mit deren Umbenennung der PDS. Nachdem das Institut 1990 aufgelöst worden war, arbeitete sie als Verkäuferin.
Thierbach war dann von 1990 bis zu ihrem vorzeitigen Ausscheiden 2006 Abgeordnete im Thüringischen Landtag. Zuletzt wurde sie im Wahlkreis Erfurt IV direkt gewählt. Auch trat sie 1994 bei den zeitgleich am 12. Juni abgehaltenen Europa- und Kommunalwahlen für die Wahl zum Amt des Oberbürgermeisters der Stadt Erfurt an. Hierbei konnte sie 19.622 Stimmen auf sich vereinigen, was einem prozentualen Anteil von 18,654 % entsprach und lag damit auf dem dritten Platz der angetretenen Bewerber hinter dem siegreichen Manfred Ruge (CDU) und Huber Peter (SPD).
Seit 2006 ist Thierbach Bürgermeisterin in Erfurt und Dezernentin für Soziales, Bildung und Kultur.

## Familie
Thierbach ist Enkelin des SPD/SED-Politikers August Frölich. Sie ist verheiratet, hat zwei Kinder und lebt in Weimar.